# Michel F. Bolle
Michel F. Bolle (* 24. April 1970 in Bern, Kanton Bern) ist ein ehemaliger Schweizer Volleyballspieler und -trainer sowie Sportfunktionär.

## Leben und Karriere
Aufgewachsen ist Bolle als Sohn einer Unternehmerfamilie in Hedingen und Kerzers. Als Sportler kam er über Fussball und Velofahren mit 14 Jahren zum Volleyball beim VBC Kerzers. Nach Abschluss der Sekundarschule in Kerzers bekam er ein Angebot von VBC Leysin (National Liga A). Mit Leysin holte er dreimal hintereinander den Meistertitel (1988–1990) und gewann viermal den Schweizer Cup (1988–1991). Von 1991 bis 1997 spielte Michel F. Bolle bei Lausanne UC, mit dem er vier weitere Meistertitel (1992–1995) und einen weiteren Cupsieg holte (1995). Zudem war Michel Bolle mehrere Jahre in der Schweizer Volleyballnationalmannschaft aktiv. 2000 beendete Michel F. Bolle seine Spielerkarriere und wurde als Trainer beim VBC Ecublens aktiv.
Bolle trainierte unter anderem die NLA-Teams von Lausanne UC, Seat Volley Naefels, VBC Biel-Bienne und TSV Düdingen Volleyball. Zu seinen grössten Erfolgen zählen zahlreiche Gold- und Silbermedaillen an Nachwuchs-Schweizermeisterschaften, eine Bronze- und Silbermedaille mit Lausanne UC in der Meisterschaft sowie die Silbermedaille am Supercup und das Erreichen der 1/8 Finals im Europa Cup mit Seat Volley Naefels. Diverse Engagements als Trainer bei den Swiss Volley Talents Schools Lausanne, Jona und Bern sowie bei den Regionalauswahlen des Kantons Waadt und Jura haben aus Michel F. Bolle einen erfahrenen Volleyball-Ausbilder und Motivator gemacht.
Von 1994 bis 2010 war Michel F. Bolle bei Swiss Volley Nationaltrainer der Männer-Nationalmannschaft. Zu seinen Erfolgen mit dem Nationalteam gehörten Siege gegen Frankreich (2006 in Biel) Russland (Universiade 2007, Thailand) und Deutschland (Universiade 2009, Belgrad) sowie der elfte Rang an der Universiade in Belgrad.
Seit 2007 ist Michel F. Bolle Jugend- und Sportexperte und hat in den letzten Jahren einen wesentlichen Beitrag zur Ausbildung von Nachwuchstrainern geleistet.
Am 1. Dezember 2011 hat Michel F. Bolle die Swiss Volleyball Coaches Association gegründet und ist deren Präsident (SVCA).
2016 veröffentlichte Michel F. Bolle mit «Nature Hits Back» sein erstes Buch bei Tredition Deutschland. Zwischen 2016 und 2018 hat Michel F. Bolle weitere 5 Bücher veröffentlicht: «The Art of Successful Leadership» (englisch), «100 Power Quotes» (englisch), «Travellers Trilogy» (englisch), «100 Power Zitate» und «Zorn der Natur». Alle Bücher sind als Book-on-Demand bei Tredition erschienen.